# تاول ورم
تاول ورم (به انگلیسی: Edema blisters) نوعی از شرایط پوستی است که در آن بیمار با ورم‌های دردناک، بخصوص در اندام‌های تحتانی بدن مواجه است و از علائم پشام به شمار می‌رود.